# حزب پاک ایران
حزب پاک ایران در اوائل دهه هفتاد توسط تعدادی از مهندسان جوان ایرانی فعالیت غیر رسمی خود را آغاز نمود(در آنروزها تنها فعالیت مجاز، فعالیت‌های محیط زیستی از قبیل پاکسازی برخی از سواحل دریای خزر در سال‌های ۱۳۷۴ و ۱۳۷۵ و برخی از کوهستان‌های اطراف تهران در سال ۱۳۷۳ بوده‌است )این حزب پس از دوم خرداد سال ۱۳۷۶ به عنوان یک حزب مستقل، اقدام به درخواست مجوز از کمسیون ماده ده احزاب وزارت کشور نمود و بالاخره پس از حدود چهار سال موفق به اخذ مجوز رسمی از وزارت کشور گردید.
از جمله فعالیت‌های مهم این حزب که بازتاب‌های داخلی و خارجی زیادی داشته‌است دعوت از هواداران خود در برگزاری مراسم شمع و گل در میدان محسنی تهران ( میدان مادر) بعد از حملات ۱۱ سپتامبر بوده‌است که به دستگیری برخی از هواداران این حزب، بالاطبع تأثیرات مثبت بین‌المللی آن برای مردم ایران و تلطیف فضای نامطلوب آن روز جهان غرب به نفع ایران منجر گردید.
حزب پاک ایران در نهمین دورۀ انتخابات ریاست‌جمهوری ایران در سال ۱۳۸۴ از مصطفی معین حمایت کرد و اعلام کرد که به جبهه دموکراسی‌خواهی و حقوق بشر پیوسته‌است.
دبیر کل این حزب طبق آخرین کنگره حزبی بیژن اسمعیل زاده می‌باشد که برخی از مواضع حزب متبوع ایشان در قالب مقالات، مصاحبه با رسانه‌های داخلی و خارجی، و بیانیه‌های حزبی منتشر گردیده است.